# Sturmgeschütz-Brigade 226
De Sturmgeschütz-Abteilung 226 / Sturmartillerie-Brigade 226 / Heeres-Sturmgeschütz-Brigade 226 / Heeres-Sturmartillerie-Brigade 226 was tijdens de Tweede Wereldoorlog een Duitse Sturmgeschütz-eenheid van de Wehrmacht ter grootte van een afdeling, uitgerust met gemechaniseerd geschut. Deze eenheid was een zogenaamde Heerestruppe, d.w.z. niet direct toegewezen aan een divisie, maar ressorterend onder een hoger commando, zoals een legerkorps of leger.
Deze Sturmgeschütz-eenheid kwam in actie aan het oostfront gedurende zijn hele bestaan en eindigde de oorlog in Oost-Pruisen..

## Krijgsgeschiedenis

### Sturmgeschütz-Abteilung 226
Sturmgeschütz-Abteilung 226 werd opgericht in Jüterbog op 17 februari 1941, maar de officiële oprichtingsdatum werd op 10 april 1941 gezet, de dag dat de commandant het overnam. Al op 29 mei werd de Abteilung verplaatst naar de demarcatielijn met de Sovjet-Unie. Op 22 juni werd deze grens overgestoken en volgde een opmars via Slonim naar Minsk, dat op 9 juli bereikt werd. Hier volgde een draai naar het noordoosten, richting Vitebsk. En vanaf daar ging het naar Smolensk en volgde eind juli de inname van deze stad. Begin augustus volgden gevechten rond de weg Smolensk – Roslavl. Daarna werd de Abteilung verplaatst naar Gomel en nam onder het 24e Gemotoriseerde Korps deel aan de omsingeling van Kiev, door een opmars via Konotop naar Rowny. Bij Lokhvitsa werd samen met 3e en 16e Pantserdivisies de zak gesloten. Daarna volgde deelname aan Operatie Taifun, vanaf begin oktober 1941, oprukkend richting Orel en verder naar Kaloega en stond op 29 oktober voor Toela. Tot begin november ging het nog voorwaarts, maar toen was de opmars voorbij en vanaf begin december 1941 volgde een terugtocht naar Spass-Demensk. In januari 1942 werd de Abteilung als onderdeel van het 43e Legerkorps ingesloten in dit gebied, maar kon de ring laten springen. Van februari tot april 1942 vocht de Abteilung langs de weg Smolenks-Vjazma-Moskou en in april ook nog bij Naro-Fominsk. In juni volgde een transport naar Koersk en vanaf 26 juni 1942 deelname aan Fall Blau met een opmars richting Voronezj, dat op 6 juli ingenomen werd. Drie dagen later werd de Abteilung uit het front genomen en naar Treuenbrietzen getransporteerd. Hier werd de Abteilung opgefrist en op 11 augustus per spoor naar de Kanaalkust gebracht, naar Motteville. Op 19 augustus 1942 werd de Abteilung nog gealarmeerd voor de geallieerde Aanval op Dieppe, maar werd niet benodigd. Begin september ging de Abteilung dan alweer op transport, nu naar de noordelijke sector van het oostfront, naar Shapki bij Leningrad. Al op 12 september werd de Abteilung ingezet bij de Pogostje-pocket en verloor in korte tijd de helft van zijn Sturmgeschützen. De Abteilung werd tot oktober ingezet in de Eerste Ladogaslag, in januari 1943 in de Tweede Ladogaslag en in juli-augustus 1943 in de Derde Ladogaslag. Daarna werd de Abteilung aan het rustiger Oranienbaum-front. Medio oktober volgde een verplaatsing naar Nevel en daar volgden hevige gevechten ten noorden van deze stad. Eind december 1943 werd de 3e Batterij naar Kissetie verplaatst en de 1e en 2e Batterij naar Pskov.
Op 14 februari 1944 werd de Abteilung bij Pskov omgedoopt in Sturmgeschütz-Brigade 226.

### Sturmgeschütz-Brigade 226
De omdoping in Sturmgeschütz-Brigade betekende echter geen organisatorische verandering, de samenstelling bleef gelijk. Vanaf 9 maart 1944 kwam het tot zware gevechten bij Pskov en in april net zuidelijk van deze stad.
Op 10 juni 1944 werd de brigade omgedoopt in Heeres-Sturmgeschütz-Brigade 226.

### Heeres-Sturmgeschütz-Brigade 226
Ook nu betekende de omdoping geen organisatorische verandering, de samenstelling bleef opnieuw gelijk. Vanaf 1 juli volgde een verplaatsing naar Polotsk en daar werd de 2e Batterij gescheiden van de brigade en moest al haar Sturmgeschützen opblazen. Het personeel werd verzameld en teruggestuurd naar de Heimat en daar gebruikt voor het opfrissen van Sturmgeschütz-Brigade 280. Daugavpils kon tot 26 juli gehouden worden en de brigade zorgde voor achterhoede-dekking. De gevechten in Letland duurden tot 10 oktober, toen Riga ontruimd werd. Per spoor ging het naar Liepāja en meteen in actie in de Eerste Koerlandslag.
Eind oktober 1944 werd de brigade omgedoopt in Heeres-Sturmartillerie-Brigade 226.

### Heeres-Sturmartillerie-Brigade 226
Hiervoor kreeg de brigade een Begleit-Grenadier-Batterie toebedeeld. De brigade bleef in actie in Koerland, o.a. in de Derde Koerlandslag, tot 16 februari 1945. De brigade ging per schip naar Danzig en van daar naar Hammerstein. Daarna werd de brigade ingezet tegen een Sovjet-aanval noordelijk van Schlawe, rond Rügenwalde. Langzaam werd de brigade teruggedrongen en kwam op 20 maart bij Zoppot en tien dagen later bij Gotenhafen. De brigade had nu alle Sturmgeschützen verloren en vocht als infanterie bij de 32e Infanteriedivisie. Op 4 april ging het per schip naar schiereiland Hela. Hier werden de Sturmgeschützen en Nashornen van de vertrekkende 7e Pantserdivisie overgenomen, maar tot veel gevechtsacties kwam het niet meer.

### Einde
De Heeres-Sturmartillerie-Brigade 226 capituleerde op 8 mei 1945 op schiereiland Hela aan de Sovjets.

## Samenstelling
- Staf
- 1e Batterij
- 2e Batterij – eind mei 1943 een verse 2e Batterij van de vervangingseenheden gekregen en daarvoor de oude 2e teruggegeven
- 3e Batterij
- Begleit-Grenadier-Batterie, ofwel een compagnie begeleidingssoldaten, vanaf eind oktober 1944

## Commandanten
| Rang                  | Naam                | Begin           | Eind            |
| --------------------- | ------------------- | --------------- | --------------- |
| Hauptmann later Major | Pritzbuer           | 10 april 1941   | 21 maart 1942   |
| Hauptmann             | Bergmann            | 21 maart 1942   | 2 januari 1943  |
| Major                 | Brauneisen          | juni 1942       | september 1942  |
| Oberleutnant          | Schleburg           | 2 januari 1943  | 4 januari 1943  |
| Oberleutnant          | Dr. Albrecht Bausch | 4 januari 1943  | 18 januari 1943 |
| Major                 | Herbert Keysler     | 18 januari 1943 | 10 mei 1944     |
| Hauptmann             | Rabe                | 11 mei 1944     | 11 mei 1944     |
| Hauptmann             | Balte               | 11 mei 1944     | 9 juli 1944     |
| Major                 | Brian Michael       | 9 juli 1944     | 8 mei 1945      |

Hauptmann Pritzbuer werd ziek. Oberleutnant Schleburg en Hauptmann Bausch waren tijdelijk commandant. Major Keysler viel ook gewond uit.